# قرة ويلسون
قرة ويلسون (بالإنجليزية: Kara Wilson)‏ هي ممثلة بريطانية، ولدت في 18 يونيو 1944 في غلاسكو في المملكة المتحدة.

## وصلات خارجية
- قرة ويلسون على موقع IMDb (الإنجليزية)